# William Darwin Halaby
William Darwin Halaby Palomeque (Quibdó, 1977) es un abogado y político colombiano, que se desempeñó como Gobernador del Departamento de Chocó.

## Biografía
Hijo del Gobernador William Halaby Córdoba y de Agustina Palomeque, nació en Quibdó, capital del Departamento de Chocó, en 1977. Estudió Derecho en la Universidad Católica de Colombia y posee una especialización en Marketing y Desarrollo Territorial de la Universidad Externado de Colombia.
Afiliado al Partido Liberal, en las elecciones regionales de 2003 resultó elegido Concejal de Quibdó, y en las elecciones regionales de 2007 fue elegido como diputado a la Asamblea Departamental de Chocó, dónde fue reelegido en los comicios regionales de 2011.
En las elecciones legislativas de 2014 fue candidato a la Cámara de Representantes de Colombia por Chocó, sin éxito. Aunque no fue elegido, trabajó en la Cámara como asesor de la Unidad de Trabajo Legislativo del Representante Nilton Córdoba Manyoma. Por otro lado, también fue asesor jurídico de la Gobernación de Chocó, abogado litigante y asistente jurídico en la Comisión Nacional de Regalías.
En abril de 2021 fue designado Secretario del Interior de Chocó por el gobernador Ariel Palacios Calderón. En tal calidad, debió asumir como Gobernador Encargado de Chocó en marzo de 2022 tras la destitución de Palacios. Ocupó el cargo hasta enero de 2023, cuando el gobierno nacional designó a Farlin Perea Rentería como nueva Gobernadora Encargada.